# 용인동부경찰서
용인동부경찰서(龍仁東部警察署, Yongin Dongbu Police Station)는 경기도남부경찰청이 관할하는 경찰서 중 하나이다. 경기도 용인시 처인구 일대와 기흥구 일부지역을 관할한다. 경기도 용인시 처인구 금학로 143 (삼가동)에 위치하고 있다.
서장은 총경으로 보한다.

## 기본 정보
- 주소: 경기도 용인시 처인구 (금학로) 143 (삼가동)
- 우편번호: 17019

## 관할 파출소 및 지구대
용인동부경찰서는 2개의 지구대와 13개의 파출소를 산하에 두고 있다.
| 명칭       | 사진 | 주소                             | 관할구역                                           | 치안센터 |
| ---------- | ---- | -------------------------------- | -------------------------------------------------- | -------- |
| 중앙지구대 |      | 처인구 금령로 18 (김량장동)      | 김량장동, 남동, 역북동, 삼가동                     |          |
| 구갈지구대 |      | 기흥구 관곡로 41 (신갈동)        | 구갈동, 신갈동, 언남동 일부                        |          |
| 흥덕파출소 |      | 기흥구 흥덕2로118번길 1 (영덕동) | 영덕동                                             |          |
| 상갈파출소 |      | 기흥구 중부대로 380 (신갈동)     | 상갈동, 하갈동, 신갈동 일부, 경희대학교 국제캠퍼스 |          |
| 동백파출소 |      | 기흥구 동백6로 37 (중동)         | 동백동, 중동, 상하동, 청덕동 일부,                 |          |
| 고매파출소 |      | 기흥구 동탄기흥로 715 (고매동)   | 고매동, 공세동, 농서동, 서천동 일부                |          |
| 동부파출소 |      | 처인구 경안천로 16 (마평동)      | 유방동, 고림동, 마평동, 운학동, 호동, 해곡동       |          |
| 포곡파출소 |      | 처인구 포곡읍 포곡로278번길 3    | 포곡읍                                             |          |
| 모현파출소 |      | 처인구 모현읍 백옥대로 2372      | 모현읍                                             |          |
| 양지파출소 |      | 처인구 양지면 양지로 165         | 양지면                                             |          |
| 백암파출소 |      | 처인구 백암면 백암로201번길 9    | 백암면                                             |          |
| 원삼파출소 |      | 처인구 원삼면 고당로15번길 1     | 원삼면                                             |          |
| 이동파출소 |      | 처인구 이동읍 경기동로 688       | 이동읍                                             |          |
| 남사파출소 |      | 처인구 남사읍 처인성로185번길 13 | 남사읍                                             |          |
| 보라파출소 |      | 기흥구 한보라1로 42-3 (보라동)   | 보라동, 지곡동, 공세동 일부                        |          |

## 같이 보기
- 경기도남부지방경찰청
- 용인서부경찰서